# Trígono da bexiga
O trígono da bexiga, é uma região encontrada infero-posteriormente nesta víscera. Seus limites são os óstios ureterais (esquerdo e direito) e o óstio interno da uretra (inferiormente). Neste trígono a túnica mucosa é sempre lisa, mesmo quando a bexiga está vazia, porque a túnica mucosa sobre o trígono é firmemente aderida à túnica muscular adjacente.

## Patologia
Esta região da bexiga é clinicamente importante devido às inflamações (trigonites) persistentes que sofre.